# Brava (álbum de Lali Espósito)
Brava é o terceiro álbum de estúdio da cantora argentina Lali. O álbum foi lançado em 10 de agosto de 2018, através da Sony Music Argentina. O álbum é a continuação de seu segundo álbum de estúdio Soy (2016), e conta com participações de Reik, Pabllo Vittar, A.CHAL, Abraham Mateo e Mau y Ricky.

## Fundo
Em maio de 2017, Espósito confirmou que havia começado a trabalhar em seu terceiro álbum de estúdio e revelou o título de uma nova música chamada "Sin Enamorarnos". No entanto, a música nunca foi lançada. Em julho do mesmo ano, Espósito lançou "Una Na" como o primeiro single do álbum. Enquanto promovia a música, a cantora disse à Billboard que para ela, "não é suficiente trabalhar em um conceito para o álbum. Cada música deve ser tratada como uma peça única". Ela também disse ao Clarín que ainda não havia uma data de lançamento confirmada para o álbum, embora se pensasse que seria no início de 2018. Em novembro, ela estreou duas músicas em um show no Luna Park Arena. Ambas as canções, "Tu Novia" e "Tu Sonrisa" foram oficialmente lançadas entre novembro e dezembro.
Em abril de 2018, Espósito lançou "100 Grados" como o terceiro single oficial do álbum. Enquanto promovia o single, a cantora confirmou à Radio Disney que seu álbum seria chamado de Brava e que seria lançado em agosto. Ela disse que o significado por trás do título é: "Eu acho que é hora de ficar feroz, me impor e encontrar meu próprio caminho, não apenas no momento de fazer música, mas também em qualquer situação da minha vida cotidiana". Em julho, ela lançou o último single antes do lançamento do álbum, intitulado "Besarte Mucho", e também revelou a capa do álbum, que combina elementos do estilo barroco e da cultura latino-americana.

## Singles
O primeiro single do álbum, "Una Na", foi lançado em 28 de julho de 2017, enquanto seu videoclipe estreou dois meses depois, em 20 de setembro. A música alcançou o primeiro lugar na parada Argentina National Songs e na 11ª posição na parada Argentina Airplay. Também entrou no chart do México Espanol Airplay, bem como em muitas paradas da América Latina.
Depois de estrear em sua turnê Lali en Vivo em novembro, Espósito lançou a música trap-pop "Tu Novia" como o segundo single do álbum. No entanto, a música nunca foi enviada para o rádio.
"100 Grados", com o cantor peruano/americano A.CHAL, foi lançado em 13 de abril de 2018 ao lado de seu videoclipe. Atingiu o número trinta e oito na Billboard Mexico Airplay, número dezenove na Argentina Airplay chart, e entrou em outras paradas latino-americanas, incluindo Uruguai, Paraguai e Equador.
O último single antes do lançamento do álbum, "Besarte Mucho", foi lançado em 20 de julho de 2018, juntamente com seu videoclipe.

### Singles promocionais
Um single promocional, "Tu Sonrisa", foi lançado como presente de Natal em 24 de dezembro de 2017, juntamente com um vídeo da turnê. A música foi apresentada em um show no Luna Park Arena em 3 de novembro de 2017.

## Promoção
Em 8 de agosto de 2018, foram realizadas festas de pré-escuta nos Estados Unidos, Porto Rico, México, Espanha, Brasil, Colômbia, Argentina, Chile e outras, nas quais fãs selecionados tiveram a oportunidade de ouvir o álbum inteiro e videocall Lali dois dias antes do lançamento do álbum. No dia 9 de agosto, Espósito realizou uma coletiva de imprensa na qual vários membros da imprensa argentina insistiram em fazer perguntas sobre o álbum. No dia seguinte, em 10 de agosto, a cantora realizou um álbum de autógrafos em que ela conheceu quinhentos fãs e assinou seus álbuns.
Espósito embarcará no Brava Tour imediatamente após o lançamento do álbum, começando em 23 de agosto de 2018 no Luna Park Arena em Buenos Aires, Argentina.

## Recepção crítica
Em uma análise positiva, Gabriel Hernando do La Nación escreveu: "ao longo das doze faixas, Brava expõe a evolução de Lali e a definitividade que o terceiro álbum costuma ter para todos os artistas da indústria fonográfica".

## Lista de faixas
| N.º            | Título                                                     | Compositor(es) | Produtor(es)                       | Duração |  |
| 1.             | "OMG!"                                                     | Mariana Espósito Pablo Akselrad Luis Burgio Gustavo Novello | 3musica                            | 3:56    |  |
| 2.             | "Tu Novia"                                                 | Espósito Akselrad Burgio Novello | 3musica                            | 3:22    |  |
| 3.             | "Besarte Mucho"                                            | Espósito Akselrad Burgio Novello | 3musica                            | 3:18    |  |
| 4.             | "Somos Amantes"                                            | Espósito Akselrad Burgio Novello | 3musica                            | 3:29    |  |
| 5.             | "Salvaje" (com a participação de Abraham Mateo)            | Espósito Abraham Mateo Chamorro Eric Perez Luis O'Neill Jadan Andino Armando Lozano Burgio Akselrad Novello | Abraham Mateo Luis O'Neill         | 2:37    |  |
| 6.             | "100 Grados" (com a participação de A.CHAL)                | Espósito Burgio Akselrad Novello Jowan Espinosa Daniel Giraldo Kevin Mauricio Jiménez Alejandro Patiño Juan Pablo Piedrahita Andrés David Restrepo Stiven Rojas Alejandro Salazar Bryan Snaider Lezcano Salomón Villada Hoyos | 3musica Rude Boyz Icon Music       | 3:24    |  |
| 7.             | "Caliente" (com a participação de Pabllo Vittar)           | Espósito Arthur Marques Pablo Bispo Rodrigo Gorky Akselrad Burgio Novello | 3musica                            | 3:12    |  |
| 8.             | "Una Na"                                                   | Espósito Andy Clay Akselrad Burgio Novello | 3musica                            | 3:46    |  |
| 9.             | "Vuelve a Mi"                                              | Espósito Akselrad Burgio Novello | 3musica                            | 4:14    |  |
| 10.            | "Sin Querer Queriendo" (com a participação de Mau y Ricky) | Espósito Stephen McGregor Mauricio Montaner Ricardo Montaner Akselrad Burgio Novello | Di Genius Ricky Montaner Jon Leone | 3:48    |  |
| 11.            | "Mi Última Canción" (com a participação de Reik)           | Jesús Navarro Julio Ramírez Andrés Torres Mauricio Rengifo | 3musica Haze                       | 3:39    |  |
| 12.            | "Tu Sonrisa"                                               | Espósito Akselrad Burgio Novello | 3musica                            | 3:33    |  |
| Duração total: | Duração total:                                             | Duração total: | Duração total:                     | 42:07   |  |

## Pessoal
As seguintes pessoas contribuíram para Brava: